# Stari Draguć
Stari Draguć är ett berg i Kroatien. Det ligger i länet Istrien, i den västra delen av landet, 160 km väster om huvudstaden Zagreb. Toppen på Stari Draguć är 503 meter över havet.